# هرگز نه این‌قدر کم
وقتی خون می‌جوشد با نام اصلی هرگز نه این‌قدر کم (به انگلیسی: Never So Few) یک فیلم سینمایی آمریکایی در ژانر فیلم جنگی محصول سال ۱۹۵۹ میلادی، به کارگردانی جان استرجس و با بازیگری فرانک سیناترا، جینا لولوبریجیدا، پیتر لافورد، استیو مک‌کوئین، ریچارد جانسون، پل هنری، برایان دانلوی، دین جونز، چارلز برانسون، و فیلیپ آن و بازیگران مشهور آسیایی ماکو ایواماتسو، جرج تاکی و جیمز هنگ می‌باشند. فیلمنامه این اثر براساس داستانی واقعی از رمانی  اثر تام ت. چمالز محصول ۱۹۵۷ نگارش شده‌است. شخصیت کاپیتان تام رینولدز با بازی سیناترا بر اساس یک افسر واقعی ساخته شده‌است.

## داستان
کاپیتان تام رینولدز به همراه تیم آموزش دیده اش در جنگ جهانی دوم عازم برمه می‌شوند تا بومیهای منطقه را با جنگ‌افزارهای مدرن آشنا کنند. اما نبردهای جنگلی آن هم با نیروهای ژاپنی که به این نوع مبارزه آشنا هستند برای او و تیمش بسیار مشکل است و…

## بازیگران
- فرانک سیناترا در نقش کاپیتان تام رینولدز
- جینا لولوبریجیدا در نقش کارلا وساری
- پیتر لافورد به عنوان کاپیتان تراویس
- استیو مک‌کوئین به عنوان شرکت رینگا
- ریچارد جانسون به عنوان کاپیتان دنی دی مورتیمر
- پل هنرید به عنوان نیکو رگاس
- برایان دانلوی به عنوان جنرال اسلون
- دین جونز به عنوان گروهبان جیم نوربی
- چارلز برانسون در نقش گروهبان جان دانفورت
- فیلیپ آن به عنوان ناتائونگ، رهبر کاچین
- رابرت بری به عنوان سرهنگ فرد پارکسون
- جیمز هنگ به عنوان ژنرال چائو
- جورج تکی به عنوان سرباز در بیمارستان

پوستر سینمایی از اکران دوباره فیلم در سال ۱۹۶۷.

- کیپ همیلتون در نقش مارگارت فیچ